# 零环
在环论中，一个零环是一环（无乘单位元），其中任意两个元素的乘运算是0（即加运算单位元），也可以被称作带有零乘法的环。. （注：有些学者
定义一个零环是一个单一的元素的环，即平凡环，这些学者要求有单位元，因此所有这种零环是无研究价值的，大陆教材都是这种定义）零环的另一个名字是空环，不要求有，零环理想也是零环，在这种情况下，它们被称为空理想。
定义的任何两个元素乘运算为0，任何阿贝尔群可以变成一个零环。这使证明任何阿贝尔群添加乘运算变成环更严格化了。
任何零环的加群的子群是一理想。因此，零环的加群若是素数阶循环群则一定是零单环。